# Jaime Baptista
Jaime Baptista é um automobilista português. Nasceu em Lisboa e reside no Porto desde 1994.
A nível desportivo e no que diz respeito ao todo-o-terreno, iniciou-se em 1991 com José Megre, tendo realizado nesse ano com ele a última prova da sua carreira. De lá até agora foi co-piloto de Thomaz Mello Breyner (1992 a 1998); de Duarte Guedes (1 ano); de Santos Godinho (2 anos) e desde 2003 que anda com Filipe Campos. A nível de resultados conta com 10 vitórias absolutas, e muitos 2º e 3º lugares, tendo sido no entanto campeão nacional pela primeira vez só em 2008. Jaime Baptista repetiu a façanha na temporada de 2010, juntando ao título absoluto o do agrupamento T1.
Em termos profissionais está ligado aos automóveis desde 1986, primeiro num conhecido concessionário da Citröen dessa altura, a ALMAGO e desde 1992 que está ligado ao Grupo Entreposto onde é quadro superior, tendo já desempenhado diversas funções em empresas do Grupo em Lisboa e Porto. Presentemente desempenha a função de director coordenador do negócio de retalho automóvel do Grupo, repartindo o seu tempo entre Lisboa e Porto. O TT permanece, à semelhança de Filipe Campos, como um hobby muito apreciado.

## Palmarés
- 1991 – 2.º lugar no rally TT Transalgarve
- 2005 – Vice-campeão absoluto no campeonato nacional de TT
- 2008 – Campeão nacional absoluto | Campeão ibérico | Campeão nacional do agrupamento T1
- 2009 - Campeão de Portugal de T1 de segundos condutores, Vice-campeão absoluto de segundos condutores
- 2010 - Campeão de Portugal absoluto e de T1 de navegadores
- 2011 - 1º Lugar na Baja Carmim, 1º Lugar na Baja Aragón, 1º Lugar na 25ª Baja Portalegre